# Mmanxotae
Mmanxotae is een dorp in het district Central in Botswana. De plaats telt 643 inwoners (2011).